# (30401) 2000 KO47
2000 كي أو 47 (ويعرف أيضًا باسم (30401) 2000 كي أو 47 وفق تسمية الكوكب الصغير) (بالإنجليزية: 2000 KO47)‏ هو كويكب ضمن حزام الكويكبات؛ وترتيبه 30401 من حيث الاكتشاف.
اكتُشف هذا الجُرم الفلكي بواسطة بحث لنكولن عن الكويكبات القريبة من الأرض في 28 مايو 2000.

## وصلات خارجية
- (30401) 2000 KO47 في قاعدة بيانات مختبر الدفع النفاث لأجرام النظام الشمسي الصغيرة

- الاكتشاف · مخطط المدار ·  العناصر المدارية · المعلمات المادية

- (30401) 2000 KO47 على موقع ويكي سكاي: DSS2, SDSS, GALEX, IRAS, Hydrogen α, X-Ray, Astrophoto, Sky Map, Articles and images